# Psychosomatiek
Psychosomatiek of psychosomatische geneeskunde is een medisch gebied dat zich bezighoudt met de ziektebeelden die zich vooral lichamelijk manifesteren, maar waarbij psychische factoren een duidelijke factor zijn. Het betreft vooral aandoeningen die in de ICD-10 zijn opgenomen in het hoofdstuk Neurotische stoornissen, stress-gebonden stoornissen en somatoforme stoornissen. Het woord psychosomatisch komt van de Oudgriekse woorden ψυχή (psuchè) dat "ziel" betekent en σῶμα (soma) dat "lichaam" betekent.
De psychoanalyticus Franz Alexander stond aan de wieg van de moderne psychosomatische geneeskunde.
Aan de psychosomatische geneeskunde dragen veel verschillende disciplines bij, waaronder psychologie (met name klinische psychologie), psychiatrie (met name neuropsychiatrie en liaisonpsychiatrie), immunologie, dermatologie, psychoneuro-immunologie, gynaecologie, psychoneuro-endocrinologie en pijnbehandeling.

## Psychosomatische ziekten
Veel klachten zijn niet of moeilijk medisch vast te stellen. Toch zijn er gefundeerde redenen waarom symptomen optreden zoals Jung beschreef: "Iemand met voortdurende angst heeft daar gegronde reden voor."
Psychosomatische ziekten zijn modegevoelig. Als de medische kennis toeneemt verschuift de aandacht, en daarmee het aantal lijders. Fibromyalgie, burn-out, chronischevermoeidheidssyndroom, functionele hypoglykemie, RSI, MCS, spasmofilie, whiplash, bekkeninstabiliteit en hyperventilatiesyndroom zijn voorbeelden van aandoeningen waarbij door de meeste medici een grote psychische component wordt verondersteld.